# Уди Харелсън
Удроу Харелсън (на английски: Woody Harrelson) е американски актьор, носител на награди „Еми“ и „Сателит“, по два пъти е номиниран за награди „Сатурн“ и „Оскар“ и три пъти е номиниран за „Златен глобус“. Известни филми с негово участие са „Белите не могат да скачат“, „Убийци по рождение“, „Влакът трезор“, „Няма място за старите кучета“, „Zombieland“, „Игрите на глада“, сериалите „Бар Наздраве“, „Уил и Грейс“, „Истински детектив“ и други.

## Биография
Уди Харелсън е роден на 23 юли 1961 г. в Мидланд, Тексас, но израства в Охайо след като родителите му се развеждат през 1964. Баща му Чарлз Харелсън е професионален наемен убиец и е осъден на доживотен затвор за убийството на федерален съдия в Сан Антонио през 1979.
В детството си Уди страда от дислексия и хиперактивност.
През 2008 г. се жени за бившата си лична асистентка Лаура Луи, с която са двойка от 1990. Двамата имат три дъщери.

## Кариера
Уди става световноизвестен с участието си в сериала „Бар Наздраве“, в ролята на бармана Уди Бойд. Номиниран е общо девет пъти за награда „Еми“, от които печели веднъж през 1989 г. за ролята си в „Бар Наздраве“. През 2001 г. участва в няколко поредни епизода на излъчвания и в България сериал „Уил и Грейс“, в ролята на новото гадже на Грейс.
След успеха в телевизията Уди пробива и на голям екран, партнирайки си с приятеля си Уесли Снайпс в „Белите не могат да скачат“ (1992) и „Влакът трезор“ (1995). Кариерата на Харелсън придобива нова насока след главната му роля в „Народът срещу Лари Флинт“ (1996) на Милош Форман, за която е номиниран за „Оскар“ и за „Златен глобус“. След филма Харелсън е канен за участие и в сериозни филми като „Тънка червена линия“ (1998).
През 2008 участва с Уил Смит в драмата „Седем души“, а през 2009 г. в касовия хит на Роланд Емерих „2012“. През 2014 г. изиграва ролята на щатския детектив Мартин „Марти“ Харт в първия сезон на криминалния минисериал на HBO – „Истински детектив“, където си партнира с Матю Макконахи. За ролята си е номиниран за наградата „Еми“ в категорията „Най-добър актьор в драматичен сериал“.

## Активист
Уди Харелсън е известен застъпник за легализирането на марихуаната. Освен това е екоактивист и строг вегетарианец.
Често прави публични изказвания срещу Войната в Ирак. Живее със семейството си в Сан Хосе, Коста Рика.

## Избрана филмография
- „Бар Наздраве“ (1985 – 1993)
- „Романтично синьо“ (1990)
- „Белите не могат да скачат“ (1992)
- „Неприлично предложение“ (1993)
- „Убийци по рождение“ (1994)
- „Влакът трезор“ (1995)
- „Народът срещу Лари Флинт“ (1996)
- „Да разлаем кучетата“ (1997)
- „Палмето“ (1998)
- „Тънка червена линия“ (1998)
- „Уил и Грейс“ (сериал, 2001)
- „След залеза“ (2004)
- „Бяла пустош“ (2005)
- „Няма място за старите кучета“ (2007)
- „Транссибирски“ (2008)
- „Седем души“ (2008)
- „Zombieland“ (2009)
- „2012“ (2009)
- „Игрите на глада“ (2012)
- „Седемте психопата“ (2012)
- „Зрителна измама“ (2013)
- „Свободни птици“ (анимация, 2013)
- „Игрите на глада: Възпламеняване“ (2013)
- „Истински детектив“ (минисериал, 2014)
- „Игрите на глада: Сойка-присмехулка – част 1“ (2014)
- „Игрите на глада: Сойка-присмехулка – част 2“ (2015)
- „Зрителна измама 2“ (2016)
- „Уилсън“ (2017)
- „Идиотският триъгълник“ (2022)